# Ledaspis tenuiloba
Ledaspis tenuiloba är en insektsart som beskrevs av De Lotto 1956. Ledaspis tenuiloba ingår i släktet Ledaspis och familjen pansarsköldlöss.
Artens utbredningsområde är Kenya. Inga underarter finns listade i Catalogue of Life.